# Sōya Fujiwara
Sōya Fujiwara (jap. 藤原奏哉, Fujiwara Sōya; * 9. September 1995 in der Präfektur Yamaguchi) ist ein japanischer Fußballspieler.

## Karriere
Sōya Fujiwara erlernte das Fußballspielen in der Schulmannschaft der Kumamoto Municipal Lutheran Gakuin High School sowie in der Universitätsmannschaft der Hannan-Universität. Seinen ersten Vertrag unterschrieb er 2018 bei Giravanz Kitakyūshū. Der Verein aus Kitakyūshū, einer Großstadt in der Präfektur Fukuoka auf der Insel Kyūshū, spielte in der dritthöchsten Liga des Landes, der J3 League. 2019 wurde er mit dem Klub Meister der dritten Liga und stieg in die zweite Liga auf. Nach insgesamt 73 Zweit- und Drittligaspielen wechselte er im Januar 2021 zum Ligakonkurrenten Albirex Niigata. Am Ende der Saison 2022 feierte er mit Albirex die Meisterschaft und den Aufstieg in die erste Liga. Am 2. November 2024 stand er mit Albirex im Finale des J. League Cup. Das Spiel gegen Nagoya Grampus verlor man im Elfmeterschießen.

## Erfolge
Giravanz Kitakyūshū
- Japanischer Drittligameister: 2019  ▲

Albirex Niigata
- Japanischer Zweitligameister: 2022  ▲
- Japanischer Ligapokalfinalist: 2024